# Samuel Huntington (Politiker, 1731)

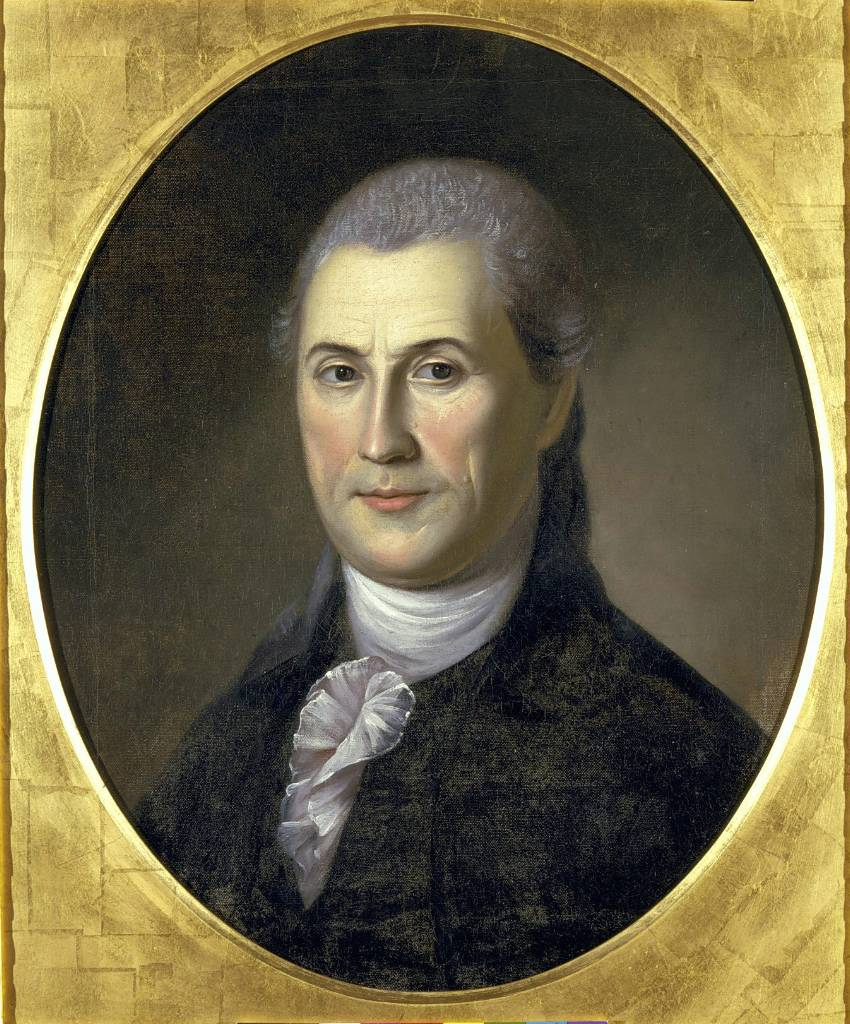
Samuel Huntington auf einem Gemälde von Charles Willson Peale

Samuel Huntington (* 5. Julijul. / 16. Juli 1731greg. in Windham, Colony of Connecticut; † 5. Januar 1796 in Norwich, Connecticut) war ein Jurist, Politiker, Anführer der Amerikanischen Unabhängigkeitsbewegung in Connecticut und ist als Unterzeichner der Unabhängigkeitserklärung der Vereinigten Staaten einer der Gründerväter der Vereinigten Staaten.

## Privatleben
Huntington war das vierte von elf Kindern und der älteste Junge von Nathaniel und Mehetabel Huntington. Er erhielt eine begrenzte Ausbildung an der öffentlichen Schule und wurde dann selbst unterrichtet. Als Huntington 16 Jahre alt war, wurde er bei einem Fassbinder in die Lehre gegeben, half seinem Vater aber weiter auf der Farm. Seine Bildung eignete er sich in der Bibliothek von Pfarrer Ebenezer Devotion und aus von ortsansässigen Anwälten ausgeliehenen Büchern an.
1758 wurde Huntington als Jurist zugelassen und zog nach Norwich, wo er zu praktizieren begann. 1761 heiratete er Martha Devotion, Pfarrer Ebenezer Devotions Tochter. Sie blieben bis zu ihrem Tod 1794 zusammen. Weil das Paar keine Kinder haben konnte, adoptierten sie nach dem Tod ihres Bruders Pfarrer Joseph Huntington dessen Sohn und Tochter und behandelten Samuel H. Huntington und Frances Huntington bald wie eigene Kinder.

## Politische Karriere
Nach einem kurzen Dienst als Stadtrat begann Huntington 1764 seine politische Karriere, als Norwich ihn als einen seiner Vertreter in das Parlament von Connecticut entsandte. Er wurde bis 1774 jedes Jahr aufs Neue gewählt. Wegen seiner Erfahrung und seiner Rolle im Parlament ernannte ihn Gouverneur Thomas Fitch 1765 zum Anwalt der Krone der Kolonie. Auch diesen Posten behielt er bis 1774. In diesem Jahr berief ihn Gouverneur Jonathan Trumbull sr. in den Obersten Gerichtshof der Kolonie. Diese Position zog einen Sitz im Gouverneursrat mit sich, der als oberes gesetzgebendes Haus des Parlamentes diente. Huntington behielt dieses Amt durchgängig bis 1778 und war im letzten Jahr Oberster Richter.
Huntington war ein offener Kritiker der Intolerable Acts des britischen Parlaments. Deswegen wählte ihn das Parlament im Oktober 1775 zu einem seiner Delegierten im Kontinentalkongress. Im Januar 1776 nahm er seinen Platz zusammen mit Roger Sherman und Oliver Wolcott als Delegation aus Connecticut in Philadelphia (Pennsylvania) ein. Er stimmte für die Unterstützung der Unabhängigkeitserklärung der USA und unterschrieb sie später.

### Konföderationsartikel
Huntington kehrte jedes Jahr bis 1781 in den Kongress zurück. Deswegen war er auch eines der Mitglieder, die die Konföderationsartikel unterzeichneten, als der Kongress sie 1777 annahm. Mehrere Jahre lang unterstützte er in aller Stille die Unabhängigkeitsbewegung, wobei er den größten Einfluss beim Drängen der Staaten und deren gesetzgebenden Versammlungen auf notwendige Einberufungen, Nachschub und Geld hatte, um den Amerikanischen Unabhängigkeitskrieg ausfechten zu können.
Er war zwar nicht für große Bildung und brillante Reden bekannt, aber seine stetige harte Arbeit und seine zuverlässige ruhige Art brachten ihm den Respekt seiner Mitdelegierten ein. Deswegen wurde er, als John Jay den Kongress verließ, um Gesandter in Spanien zu werden, am 28. September 1779 zum Präsidenten des Kontinentalkongresses gewählt. Seine ruhige Hand half, den Kongress zusammenzuhalten, als die entstehende Nation nach der Aufregung über ihren Sieg in der Schlacht von Saratoga militärische Rückschläge erlitt. Als die Situation immer verzweifelter wurde, verstärkte er seine Anstrengungen mit Briefen und Kontakten, um die Staaten dazu zu bringen, die Ratifizierung der Artikel zu vollenden, die seit Jahren auf dem Tisch lagen.
In dieser Zeit wurde er der Oberkommandierende. Abgesehen von Maryland hatte jeder Staat die Konföderationsartikel ratifiziert. Marylands Haupteinwand waren umstrittene Ländereien in Ohio. Huntington überzeugte die gesetzgebenden Versammlungen von New York, Virginia und Connecticut, ihre Rechte an den Nationalkongress abzutreten. Danach gab Maryland nach, tat es ihnen nach und ratifizierte die Artikel am 1. März 1781.
Die Artikel begrenzten die Ernennung des Präsidenten auf ein Jahr, aber der Kongress beschloss, dass die Amtszeit vor dem Inkrafttreten der Artikel nicht zählte. So blieb Huntington bis zum 6. Juli 1781 als Präsident der Vereinigten Staaten im versammelten Kongress im Amt, als ihn seine schlechte Gesundheit zwang, zurückzutreten und nach Connecticut zurückzukehren. 1782 ernannte ihn Connecticut erneut zum Delegierten, aber seine Gesundheit und juristische Pflichten hielten ihn davon ab, das Amt anzunehmen. Er kehrte 1783 für ein Jahr als Delegierter in den Kongress zurück um den Erfolg der Unabhängigkeitsbewegung durch den Frieden von Paris verkörpert zu sehen.

### Gouverneur von Connecticut
1785 wurde er an der Seite von Matthew Griswold zum Vizegouverneur von Connecticut gewählt. 1786 folgte er Griswold als Gouverneur. Er wurde bis zu seinem Tode 1796 jedes Jahr im Amt bestätigt. 1786 handelte er auch, in Wiederholung seiner Bemühungen im Kongress, den Frieden von Hartford aus, Streitigkeiten um Land im Westen zwischen New York und Massachusetts beilegte. Im darauf folgenden Jahr unterstützte er das Nordwestgesetz, das die nationale Lösung dieser Themen vollendete.
1788 saß er der Connecticut Convention vor, die einberufen worden war, um die Verfassung der Vereinigten Staaten zu ratifizieren. Später sah er die Umwandlung von Connecticut in einen der Vereinigten Staaten. Er löste das Problem einer ständigen Hauptstadt mit Hartford und beaufsichtigte die Errichtung des Parlamentsgebäudes. Er starb im Amt in seinem Heim in Norwich.

## Spätere Ereignisse
Huntington County in Indiana ist ihm zu Ehren benannt. Sein Geburtshaus, das sein Vater Nathaniel Huntington um 1732 errichtet hatte, steht noch heute. Das Gelände liegt heute innerhalb der Stadtgrenzen von Scotland. 1994 wurden das Haus und ein Teil des Grundstücks von einem lokalen historischen Trust erworben. Es wurde restauriert und ist für die Öffentlichkeit zugänglich.
Sein Neffe und adoptierter Sohn Samuel H. Huntington zog in das neu gegründete Ohio und wurde dessen dritter Gouverneur. Sein Cousin Jedidiah Huntington war der Schwiegersohn von Jonathan Trumbull senior.
Huntington Mills ist eine kleine Stadt im Nordosten Pennsylvanias, die sich ebenfalls zu Ehren Samuel Huntington benannte.